# 大果俞藤
大果俞藤（学名：Yua austro-orientalis）为葡萄科俞藤属下的一个种。其种加词“austro-orientalis”意为“东南方的”。